# 1634 Ндола
1634 Ндола (1634 Ndola) — астероїд головного поясу, відкритий 19 серпня 1935 року.
Тіссеранів параметр щодо Юпітера — 3,602.